# Cubaanse kwartelduif
De Cubaanse kwartelduif (Geotrygon chrysia) is een vogel uit de familie Columbidae (duiven).

## Verspreiding en leefgebied
Deze soort komt voor op de Bahama's, Cuba, Isla de la Juventud, Hispaniola en zuidwestelijk Puerto Rico.